# Ватаным Татарстан
«Ватаным Татарстан» (Моя родина Татарстан) — общественно-политическая газета на татарском языке, издающаяся в Татарстане. На страницах газеты публикуются официальные документы, принимаемые президентом, Кабинетом министров и Госсоветом республики. Также освещаются социально-экономические и культурные события, происходящие в Татарстане и других регионах России.
Тираж газеты — 18 тыс. экземпляров.
Газета выходит с 1918 года. Первоначально называлась «Эш» (Труд). С 1920 года стала носить название «Татарстан хәбәрләре» (Вести Татарстана), затем «Qьzьl Tatarstan/Кызыл Татарстан» (Красный Татарстан). С 1960 года — «Социалистик Татарстан» (Социалистический Татарстан). В 1970-е годы тираж достигал 175 тыс. экземпляров. С 1992 года носит современное название.

## История
Первый выпуск газеты был напечатан 12 марта 1918 года, тогда газета имела название «Эш» (Труд). Под этим названием было напечатано около 23 номеров по 5000 экземпляров в среднем. В газете принимали участие, кроме специалистов сотрудников и переводчиков, лучшие татарские литературные силы. В дальнейшем газета не раз меняла своё название, при этом сохраняя свой ориентир, освещая все стороны общественно-политической, экономической и социальной жизни Татарстана, была школой для многих татарских журналистов. 

## Редакторы
- Ш.Ахмадеев (1918),
- Х.Урманов (1918),
- В.Шафигуллин (1918–1921),
- Ф.Бурнаш (1921–1924),
- Ф.Сайфи-Казанлы (1924–1925),
- Г.Нигмати (1926–1927),
- С.В.Бурган (1928–1929),
- И.Еникеев (1930–1931, 1937),
- Г.Г.Ризванов (1932–1936),
- А.Давлетъяров (1937 г.),
- Х.Габдрахманов, С.Атнагулов (1938–1940),
- И.Н.Узбеков (1941–1950),
- Г.М.Рябков (1950–1960),
- Ш.Х.Хамматов (1960–1983),
- Р.М.Сабиров (1983–1990),
- М.А.Аглиуллин (1990–1996),
- Г.Ш.Шамсутдинов (1996–2003),
- М.М.Сепперов (2003–2019),
- Г.И.Сабирова (2019-2024),
- И.Ф.Фазуллин (с 2024 года).